# فوكسل

اَلْفُوكْسِلْ (تنطق ڤوكسل وبالإنجليزية Voxel) مأخوذ من الكلمتين Volumetric و Pixel أي عنصر حجمي، يمثل الفوكسل مكعب أو نقطة ذات لون معين في مجسم ثلاثي الأبعاد، الفوكسل هو عنصر في مجسم ثلاثي الأبعاد كما البكسل هو عنصر في سطح ثنائي الأبعاد.
الفوكسل عادة ما يستخدم في التمثيل التصويري ثلاثي الأبعاد والتحليل في الاستخدامات الطبية والعلمية.
يتم عادة الحصول على المعلومات الثلاثة الأبعاد أما بماسح ثلاثي الأبعاد، ماسح السي تي (مسح مقطعي) (CT scan)، أو بواسطة الماسح المغناطيسي ام-آر-آی، المسح باستخدام موجات ما فوق الصوتية (اُلتراساوند - UltraSound) أو بواسطة النماذج ثلاثية الأبعاد المولدة بواسطة الحاسوب.